# Das Spiel (Roman)
Das Spiel ist ein Roman des US-amerikanischen Schriftstellers Stephen King. Das Original erschien 1992 unter dem Titel Gerald’s Game im Verlag Viking Penguin, New York. Die deutsche Übersetzung von Joachim Körber erschien im selben Jahr im Wilhelm-Heyne-Verlag, München.

## Handlung
Die Eheleute Gerald und Jessie Burlingame verbringen ein Wochenende in ihrem abgeschiedenen Sommerhaus am (fiktiven) Lake Kashwakamak im Westen Maines. Viele Jahre verheiratet und ihres Ehelebens müde, gibt sich das Paar in der völligen Abgeschiedenheit seines Sommerhäuschens erotischen Fesselspielen hin. Für Jessie, anfangs durchaus davon angetan, verloren diese Spiele schon vor langer Zeit ihren Reiz, und sie erduldet sie längst einzig ihrem Mann zuliebe.
Dieses Mal jedoch, von ihrem Gatten ans Bett gefesselt, kommt in Jessie eine jähe Abscheu dagegen auf, sich den Gelüsten ihres Mannes hinzugeben, und sie fordert diesen auf, von ihr abzulassen. Gerald, der glaubt oder zu glauben vorgibt, dass Jessies Widerstand vorgetäuscht und Teil des Spiels sei, lässt jedoch nicht von ihr ab. Als er sie weiter bedrängt, versetzt Jessie ihrem Mann einen harten Fußtritt. Gerald erleidet daraufhin einen Herzinfarkt und stirbt nur Sekunden später.
Gerald tot neben dem Bett, sie selbst mit Handschellen an das massive Holzgestell des Bettes gefesselt und in dem völlig menschenleeren Gebiet um den See ohne Hoffnung, dass ihre Hilferufe gehört werden, gerät Jessie rasch in Panik und beginnt bald, die Stimmen ehemaliger Highschool-Freundinnen zu hören. Schnell wird jedoch klar, dass diese Stimmen verschiedene Aspekte der Persönlichkeit Jessies repräsentieren, und im inneren Dialog mit ihnen gelingt es Jessie im weiteren Verlauf des Romans, die schwierige Beziehung zu Gerald oder den lange verdrängten sexuellen Missbrauch durch ihren Vater, als sie zwölf Jahre alt war, zu verarbeiten.
In der ersten Nacht dringt ein streunender Hund in das Haus ein und tut sich an Geralds Leichnam gütlich. Später in derselben Nacht erblickt Jessie im nahezu völlig dunklen Raum eine deformiert wirkende Gestalt. Die Gestalt reagiert nicht auf Jessies Fragen, und aufgrund ihres irrealen Erscheinungsbildes ist Jessie im Zweifel, ob das Wesen real oder bloße Einbildung ist. Schließlich ringt sie sich dazu durch der Gestalt zu sagen, sie sei nicht real und bestehe nur aus „Mondlicht“. In diesem Moment tritt die bis dahin noch völlig bewegungslose Gestalt vor und präsentiert ihr einen Koffer voller menschlicher Knochen und Juwelen, daraufhin fällt Jessie in Ohnmacht. Als sie etwas später daraus erwacht, ist sie wieder allein im Raum. Noch immer unschlüssig, ob die Gestalt real oder eine Halluzination war, gibt sie ihr später den Namen „Space Cowboy“ – nach einer Zeile aus dem Steve-Miller-Lied The Joker.
Von Muskelkrämpfen geplagt und von Panik und immer stärker werdendem Durst getrieben, unternimmt Jessie immer verzweifeltere Versuche, ihre Fesseln abzustreifen. Am nächsten Nachmittag gelingt es Jessie schließlich, sich an der Scherbe eines zerbrochenen Wasserglases zu verletzen, die zu großem Teil gehäutete und durch das austretende Blut schlüpfrig gewordene Hand aus der Handschelle zu befreien und mit der anderen den Handschellenschlüssel zu erreichen. Kurz darauf, abermals in Ohnmacht gefallen, erwacht Jessie im abendlichen Dämmerlicht. Als sie, völlig entkräftet, das Haus verlassen will, begegnet sie erneut der seltsamen Gestalt mit dem Koffer. Jessie gelingt es, den vor dem Haus abgestellten Wagen zu erreichen und mit diesem zu fliehen.
Die Geschichte macht einen scharfen Schnitt und setzt sich an einem Zeitpunkt Monate später fort. Jessie erholt sich noch immer körperlich und psychisch von den Vorkommnissen. Der letzte Teil des Romans besteht größtenteils aus einem Brief Jessies an eine der ehemaligen Highschool-Freundinnen, deren Stimmen sie in den Stunden im Sommerhaus hörte. Dieser Brief verrät unter anderem, dass sie nach den Ereignissen immer noch lange Zeit Alpträume vom „Space Cowboy“ hatte. Nachdem die Polizisten Norris Ridgewick und John LaPointe den an Akromegalie leidenden Grabräuber und Serienmörder Raymund Andrew Joubert verhaften, der zu dieser Zeit in der Gegend um das Sommerhaus der Burlingames aktiv war, erkennt Jessie in ihm den „Space Cowboy“ wieder. Erst nachdem sie sich Joubert bei der Gerichtsverhandlung gestellt hatte, kann sie mit den Ereignissen abschließen.

## Wissenswertes / Verknüpfungen
- Nach dem Zweipersonenstück Sie kam das Einpersonenstück Das Spiel, woraufhin King in einer Pressekonferenz scherzhaft ankündigte, sein nächstes Buch würde The Livingroom ('Das Wohnzimmer') heißen und ohne Personen auskommen. Tatsächlich erschien mit Das Mädchen 1999 noch ein Ein-Mädchen-Stück.
- Der Roman ist verknüpft mit Dolores; während der für beide Hauptfiguren schicksalhaften Sonnenfinsternis des 20. Juli 1963 (Jessie wurde soeben von ihrem Vater sexuell belästigt, Dolores tötete ihren Ehemann) verwischt die Realität und sie können einander sehen. Nach Das Spiel war diese Passage lange rätselhaft; erst das Erscheinen von Dolores brachte Klarheit.
- Norris Ridgewick, der Sheriff, der den Untaten des Leichenfledderers Joubert nachgeht, war in Stark – The Dark Half und Needful Things noch Deputy. Auch der ehemalige Sheriff Alan Pangborn wird namentlich genannt.
- Mike Noonan hat am Dark Score Lake ein Sommerhaus namens Sara, doch er weiß nichts von Jessie Burlingame.
- Siehe auch Eintrag 'Isolation' bei Sie.
- Lake Kashwakamak taucht auch in Stephen Kings Roman Puls auf. In dieser Gegend sollen die Normies eine sichere Zuflucht erhalten: „Kashak = No-Fo“.
- Am 29. September 2017 wurde eine Verfilmung mit dem Titel Das Spiel (Gerald's Game) bei dem Streamingdienst Netflix veröffentlicht.[1]